# Bis(trifenylfosfino)nikkel(II)dichloride
Bis(trifenylfosfino)nikkel(II)dichloride is een complex van het metaal nikkel en twee trifenylfosfine- en twee chloride-liganden. Het complex wordt gebruikt als pre-katalysator in de organische chemie. Het complex werd als eerste omschreven door de chemicus Walter Reppe.

## Synthese en structuur
Bis(trifenylfosfino)nikkel(II)dichloride kan door de reactie van nikkel(II)chloride met trifenylfosfine uit alkoholen of ijsazijn verkregen worden als een blauwe vaste stof. Hier heeft het complex een tetraëdrische structuur. Als de stof daarentegen wordt gekristalliseerd uit gechloreerde oplosmiddelen, vormen zich rode kristallen; hier heeft het complex een vierkant planaire moleculaire geometrie.
{\displaystyle {\ce {NiCl2 x 6 H2O + 2 PPh3-> NiCl2(PPh3)2 + 6H2O}}}